# SN 1996bi
SN 1996bi – supernowa typu Ia odkryta 9 października 1996 roku w galaktyce A015235+0002. W momencie odkrycia miała maksymalną jasność 23,00m.